# 個人、社會及人文教育
個人、社會及人民教育（英語：Personal, Social and Humanities Education）為香港小學至中學的教育範疇之一，此科目包括
中國歷史
經濟
倫理與宗教
旅遊與款待
地理
歷史
生活與社會
宗教教育
歷史與文化
綜合人文
以上全部均為選修科目